# Віденський конкордат
Ві́денський конкорда́т (нім. Wiener Konkordat) — угода між німецькою церквою й папським престолом, укладена 19 березня 1448 року. Конкордат закріпив права єпархій на створення окремих парафій та їхнє об'єднання.

## Передумови
Укладенню Віденського конкордату передував Базельський собор 1447 року. Одним з ініціаторів угоди виступив імператор Священної Римської імперії Фрідріх III. З боку папського престолу угоду підписав папа римський Миколай V.

## Результат
Конкордат посилив вплив місцевих єпархій в Австрії та Німеччині. За його підсумками було утворено Віденське й Вінер-Нойштадтське єпископства.
Церковна верхівка отримала право вето під час обрання єпископів.